# Ecuación de Ostwald-Freundlich
La ecuación de Ostwald-Freundlich gobierna los límites entre dos fases; específicamente, relaciona la tensión superficial del límite con su curvatura, la temperatura ambiente y la presión de vapor o potencial químico en las dos fases. 
La ecuación de Ostwald-Freundlich para una gota o partícula con radio {\displaystyle R} es:
| Símbolo                        | Nombre                                                            | Unidad | Fórmula                                                                          |
| ------------------------------ | ----------------------------------------------------------------- | ------ | -------------------------------------------------------------------------------- |
| {\displaystyle p}              | Presión parcial (Potencial químico o concentración)               | Pa     |                                                                                  |
| {\displaystyle p_{\rm {eq}}}   | Presión parcial de equilibrio (Potencial químico o concentración) | Pa     |                                                                                  |
| {\displaystyle R_{critico}}    |                                                                   | m      | {\displaystyle R_{critico}={\frac {2\ \gamma \ V_{\rm {atom}}}{k_{\rm {B}}\ T}}} |
| {\displaystyle \gamma }        | Tensión superficial                                               | J / m2 |                                                                                  |
| {\displaystyle V_{\rm {atom}}} | Volumen atómico                                                   | m3     |                                                                                  |
| {\displaystyle k_{\rm {B}}}    | Constante de Boltzmann                                            | J / K  |                                                                                  |
| {\displaystyle T}              | Temperatura absoluta.                                             | K      |                                                                                  |

Una consecuencia de esta relación es que las pequeñas gotas de líquido (es decir, las partículas con una curvatura superficial alta) muestran una presión de vapor efectiva más alta, ya que la superficie es más grande en comparación con el volumen. 
Otro ejemplo notable de esta relación es la maduración de Ostwald, en la cual la tensión superficial hace que se disuelvan pequeños precipitados y que crezcan los más grandes. Se cree que la maduración de Ostwald se produce en la formación de megacristales de ortoclasa en granitos como consecuencia del crecimiento subsólido.  

## Historia
En 1871, William Thomson, lord Kelvin obtuvo la siguiente relación que rige una interfaz líquido-vapor:
| Símbolo                                 | Nombre                                                                                     |
| --------------------------------------- | ------------------------------------------------------------------------------------------ |
| {\displaystyle p(r_{1},r_{2})}          | Presión de vapor en una interfaz curva de radio {\displaystyle r}                          |
| {\displaystyle P}                       | Presión de vapor en la interfaz plana ({\displaystyle r=\infty }) = {\displaystyle p_{eq}} |
| {\displaystyle \gamma }                 | Tensión superficial                                                                        |
| {\displaystyle \rho \,_{\rm {vapor}}}   | Densidad de vapor                                                                          |
| {\displaystyle \rho \,_{\rm {liquido}}} | Densidad de líquido                                                                        |
| {\displaystyle r_{1},r_{2}}             | Radios de curvatura a lo largo de las secciones principales de la interfaz curva           |

En su disertación de 1885, Robert von Helmholtz (hijo del físico alemán Hermann von Helmholtz ) derivó la ecuación de Ostwald-Freundlich y mostró que la ecuación de Kelvin podría transformarse en la ecuación de Ostwald-Freundlich. El químico físico alemán Wilhelm Ostwald derivó la ecuación aparentemente de manera independiente en 1900; sin embargo, su derivación contenía un error menor que el químico alemán Herbert Freundlich corrigió en 1909.

## Derivación de la ecuación de Kelvin
Según la ecuación de Lord Kelvin de 1871,

{\displaystyle p(r_{1},r_{2})=P-{\frac {\gamma \,\rho \,_{\rm {vapor}}}{(\rho \,_{\rm {liquid}}-\rho \,_{\rm {vapor}})}}\left({\frac {1}{r_{1}}}+{\frac {1}{r_{2}}}\right)}.

Si se asume que la partícula es esférica, entonces {\displaystyle r=r_{1}=r_{2}}; por lo tanto:

{\displaystyle p(r)=P-{\frac {2\gamma \,\rho \,_{\rm {vapor}}}{(\rho \,_{\rm {liquid}}-\rho \,_{\rm {vapor}})r}}}.

Nota: Kelvin definió la tensión superficial {\displaystyle \gamma } como el trabajo que se realizó por unidad de área por la interfaz en lugar de en la interfaz; de ahí que su término contenga {\displaystyle \gamma } tiene un signo menos. En lo que sigue, la tensión superficial se definirá de modo que el término que contiene {\displaystyle \gamma } tiene un signo más. 
Ya que {\displaystyle \rho \,_{\rm {liquid}}\gg \rho \,_{\rm {vapor}}}, 
entonces {\displaystyle \rho \,_{\rm {liquid}}-\rho \,_{\rm {vapor}}\approx \rho \,_{\rm {liquid}}}; por lo tanto:

{\displaystyle p(r)\approx P+{\frac {2\gamma \,\rho \,_{\rm {vapor}}}{\rho \,_{\rm {liquid}}\cdot r}}}.

Suponiendo que el vapor obedece la ley del gas ideal, entonces 
{\displaystyle \rho \,_{\rm {vapor}}={\frac {m_{\rm {vapor}}}{V}}={\frac {MW\cdot n}{V}}={\frac {MW\cdot P}{RT}}={\frac {MW\cdot P}{N_{\rm {A}}k_{\rm {B}}T}}}
 donde 
{\displaystyle m_{\rm {vapor}}} masa de un volumen {\displaystyle V} de vapor
{\displaystyle MW}: peso molecular del vapor
{\displaystyle n}: número de moles de vapor en volumen {\displaystyle V} de vapor
{\displaystyle N_{\rm {A}}}: constante de Avogadro
{\displaystyle R}: constante de los gases ideales = {\displaystyle N_{\rm {A}}k_{\rm {B}}}
Ya que {\displaystyle {\frac {MW}{N_{\rm {A}}}}}: masa de una molécula de vapor o líquido, además {\displaystyle {\frac {\left({\frac {MW}{N_{\rm {A}}}}\right)}{\rho \,_{\rm {liquid}}}}=} volumen de una molécula {\displaystyle =V_{\rm {mol{\acute {e}}cula}}}. 
Por lo tanto, 

{\displaystyle p(r)\approx P+{\frac {2\gamma V_{\rm {molecule}}P}{k_{\rm {B}}Tr}}=P+{\frac {R_{\rm {critical}}P}{r}}}

donde: {\displaystyle R_{\rm {critical}}={\frac {2\gamma V_{\rm {molecule}}}{k_{\rm {B}}T}}}. Así 

{\displaystyle {\frac {p(r)-P}{P}}\approx {\frac {R_{\rm {critical}}}{r}}}.

 Ya que 

{\displaystyle {\frac {p(r)}{P}}=1-{\frac {P-p(r)}{P}}},

entonces,

{\displaystyle \log \left({\frac {p(r)}{P}}\right)=\log \left(1-{\frac {P-p(r)}{P}}\right)}.

Ya que {\displaystyle p(r)\approx P}, entonces {\displaystyle {\frac {P-p(r)}{P}}\ll 1}. Si {\displaystyle x\ll 1}, entonces {\displaystyle \log \left(1-x\right)\approx -x}. 

{\displaystyle \log \left({\frac {p(r)}{P}}\right)\approx {\frac {p(r)-P}{P}}}.

 Por lo tanto,

{\displaystyle \log \left({\frac {p(r)}{P}}\right)\approx {\frac {R_{\rm {critical}}}{r}}},

 que es la ecuación de Ostwald-Freundlich.